# Villa Maria (escuela)
La Villa Maria es una escuela secundaria privada católica para niñas y niños en la ciudad de Montreal, en la provincia de Quebec, al este de Canadá. Fue fundada en 1854 y ofrece formación educativa para la comunidad francófona y anglófona. La parte central de la escuela de Villa María se conoce como la Mansión Monklands, y fue la casa del Gobernador General de Canadá de 1844 a 1849. Es un sitio histórico nacional de Canadá.